# Стродорп
Стродорп (нід. Stroodorp) — селище в нідерландській провінції Зеландія. Входить до муніципалітету Норд-Бевеланд.
Перша згадка про населений пункт датується 1847 роком. Наразі у селищі нараховується близько 35 будинків.